# 加斯东·雷夫
加斯东·雷夫（法語：Gaston Reiff，1921年2月24日—1992年5月6日），比利时男子田径运动员。他曾代表比利时参加1948年和1952年夏季奥林匹克运动会田径比赛，其中1948年奥运会获得一枚金牌。